# Hypericum linoides
Hypericum linoides är en johannesörtsväxtart som beskrevs av A. St.-hil.. Hypericum linoides ingår i släktet johannesörter, och familjen johannesörtsväxter. Inga underarter finns listade i Catalogue of Life.